# Ko zorijo jagode (film)
Ko zorijo jagode je slovenski mladinski film iz leta 1978. Film je režiral Rajko Ranfl po istoimenskem romanu Branke Jurca, glasbo je napisal Jože Privšek.

## Zgodba
Glavna junakinja knjige je Jagoda Kopriva, ki živi v Ljubljani z mamo, očetom in sestro Marinko. Obiskuje osmi razred osnovne šole in ima najboljšo prijateljico Ireno, kateri zaupa vse svoje skrivnosti. Ena takih skrivnosti je njena velika ljubezen, fant Dragi. Življenje se ji takrat, ko spozna Dragija, polepša. Jagoda spoznava, da je tudi Dragi zaljubljen vanjo.
Jagoda ima tudi prijatelja Nejca, ki pa čuti do nje več kot prijateljstvo. Nejc ne pozna svojega očeta, živi sam z materjo. Jagoda mu pomaga poiskati očeta, vendar ima ta že svojo družino. Nejc je zaradi očetovega zavračanja in zaljubljenosti v Jagodo čedalje bolj nesrečen. Poskuša celo narediti samomor.
Dragi je nekoliko starejši od Jagode in izkaže se, da želi več kot le lahkotno najstniško ljubezen. Želi otroka. Jagoda spozna Dragijeve namene in njuna ljubezen se konča.

## Igralska zasedba
- Irena Kranjc - Jagoda Kopriva
- Roman Goršič - Nejc
- Metod Pevec - Dragi
- Sandi Krošl - Jagodin oče
- Lidija Kozlovič - Jagodina mati
- Tanja Gobec - Irena
- Lucija Grm Hudeček - Slavica
- Ladko Korošec - operni pevec
- Jerca Mrzel - Nejčeva mati
- Majda Potokar - Medvedka
- Ivan Radič - Jebac
- Ksenija Temimovič - Marinka, Jagodina sestra